# Judy Grinham
Judy Grinham (n. 5 martie 1939, Greater London, Anglia, Regatul Unit) este o înotătoare ce a reprezentat Regatul Unit al Marii Britanii și al Irlandei de Nord, medaliată olimpică. A participat la o ediție a Jocurilor Olimpice (1956) în care a câștigat o medalie de aur.

## Participări
Lista de mai jos prezintă principalele competiții la care a participat Judy Grinham de-a lungul carierei.
- swimming at the 1956 Summer Olympics – women's 100 metre backstroke[*]